# Charlotte Saumaise de Chazan
Charlotte Saumaise de Chazan, född 1619, död 1693, var en fransk författare. Hon tillhör dem som har räknats till preciöserna.  
Hon var hovdam hos drottning Anna av Österrike. Som poet anställdes hon ibland av Ludvig XIV för att skriva verser åt honom. Hon upprätthöll en korrespondens med berömda personer som drottningarna av England och Sverige. 